# Penghidupan
Penghidupan is een bestuurslaag in het regentschap Kampar van de provincie Riau, Indonesië. Penghidupan telt 3180 inwoners (volkstelling 2010).